# Costel Pantilimon
Costel Fane Pantilimon (ur. 1 lutego 1987 w Bacău) – piłkarz rumuński, który grał na pozycji bramkarza. W latach 2008–2019 reprezentant Rumunii. 
W swojej karierze występował m.in. w takich klubach jak: Manchester City, Nottingham Forrest, Sunderland czy Politehnica Timiszoara.

## Kariera klubowa
Pantilimon pochodzi z miasta Bacău i jest wychowankiem tamtejszego klubu Aerostar Bacău. Od 2003 do końca 2005 roku grał w jego barwach w trzeciej lidze rumuńskiej. Następnie odszedł do Politehniki Timiszoara i początkowo grał w drugoligowych rezerwach tego klubu. W 2006 roku awansował do kadry pierwszego zespołu, a 4 marca 2007 zadebiutował w pierwszej lidze Rumunii. Przez pierwsze dwa sezony był rezerwowym bramkarzem Politehniki, ale w sezonie 2008/2009 stał się jej podstawowym zawodnikiem. W 2009 roku wraz z FC Timiszoara wywalczył wicemistrzostwo Rumunii.
W sierpniu 2011 roku przeniósł się do Manchesteru City na zasadzie wypożyczenia.
31 marca 2021 roku zakończył piłkarską karierę.
| Sezon   | Klub                      | Kraj      | Rozgrywki        | Mecze | Bramki |
| ------- | ------------------------- | --------- | ---------------- | ----- | ------ |
| 2003/04 | Aerostar Bacău            | Rumunia   | Liga III         | ?     | 0      |
| 2004/05 | Aerostar Bacău            | Rumunia   | Liga III         | ?     | 0      |
| 2005/06 | Aerostar Bacău            | Rumunia   | Liga III         | ?     | 0      |
| 2005/06 | Politehnica Timiszoara II | Rumunia   | Liga II          | ?     | 0      |
| 2006/07 | Politehnica Timiszoara II | Rumunia   | Liga II          | ?     | 0      |
| 2006/07 | Politehnica Timiszoara    | Rumunia   | Liga I           | 8     | 0      |
| 2007/08 | Politehnica Timiszoara    | Rumunia   | Liga I           | 5     | 0      |
| 2008/09 | FC Timiszoara             | Rumunia   | Liga I           | 31    | 0      |
| 2009/10 | FC Timiszoara             | Rumunia   | Liga I           | 21    | 0      |
| 2010/11 | FC Timiszoara             | Rumunia   | Liga I           | 28    | 0      |
| 2011/12 | Manchester City           | Anglia    | Premier League   | 0     | 0      |
| 2012/13 | Manchester City           | Anglia    | Premier League   | 0     | 0      |
| 2013/14 | Manchester City           | Anglia    | Premier League   | 7     | 0      |
| 2014/15 | Sunderland                | Anglia    | Premier League   | 28    | 0      |
| 2015/16 | Sunderland                | Anglia    | Premier League   | 17    | 0      |
| 2016/17 | Watford                   | Anglia    | Premier League   | 2     | 0      |
| 2017/18 | Deportivo La Coruña       | Hiszpania | Primera División | 6     | 0      |
| 2017/18 | Nottingham Forest         | Anglia    | Championship     | 13    | 0      |

## Kariera reprezentacyjna
Pantilimon rozegrał 12 meczów w reprezentacji R8umunii U-21. W dorosłej reprezentacji kraju zadebiutował 19 listopada 2008 roku w wygranym 2:1 towarzyskim spotkaniu z Gruzją.

## Osiągnięcia
Poli Timișoara
- Wicemistrzostwo Rumunii (2): 2008/2009, 2010/2011
- Finalista Puchar Rumunii (2): 2006/2007, 2008/2009

Manchester City
- Mistrzostwo Anglii (1): 2013/2014
- Puchar Ligi Angielskiej (1): 2013/2014
- Tarcza Wspólnoty (1): 2012